# Plaqueta
Uma plaqueta ou trombócito (também chamada de glóbulo amarelo) é uma componente do sangue cuja função (junto com os fatores de coagulação) é a de parar sangramentos aglomerando-se e formando coágulos em lesões nos vasos sanguíneos. Plaquetas não têm núcleos: são fragmentos de citoplasma derivados de megacariócitos da medula óssea, que entram em circulação. Plaquetas são somente encontradas em mamíferos, sendo que em outros animais (como aves ou anfíbios), trombócitos circulam como células mononucleadas intactas.
Uma pessoa normal tem entre 150.000 e 450.000 plaquetas por milímetro cúbico de sangue. Sua diminuição ou disfunção pode levar a sangramentos, assim como seu aumento pode aumentar o risco de trombose.
- Trombocitopenia (ou plaquetopenia) é a diminuição do número de plaquetas no sangue.
- Trombocitose (ou plaquetose) é o aumento do número de plaquetas no sangue.

## Estrutura
Os trombócitos também são conhecidos por produzir trombina. As plaquetas são fragmentos de megacariócitos (células da medula óssea). São anucleadas, isto é, desprovidas de núcleo (assim como as hemácias), medem de 1,5 - 3,0 micrômetros de diâmetro e circulam no sangue com o formato de disco achatado quando não estão estimuladas. Quando estimuladas, as plaquetas podem atuar na coagulação sanguínea das formas física (quando sua estrutura celular interage fisicamente com algumas fibras para fim de diminuição da hemorragia) e química (quando há liberação de fatores de coagulação, por exemplo). Ela é responsável pela coagulação do sangue.
As plaquetas contêm RNA, mitocôndria, um sistema canicular, e vários tipos de grânulos; lisossomas (contendo ácido hidrólico), corpos densos (contendo ADP, ATP, serotonina, histamina, e cálcio) e alfa grânulos (contendo fibrinogênio, fator V, vitronectina, trombospondina e fator de von Willebrand).

## Fisiologia

### Produção
Plaquetas sanguíneas são fragmentos celulares citoplasmáticos oriundos de células chamadas megacariócitos. Os megacariócitos maduros, expostos a trombopoetina, estimulam a biogênese de membranas internas celulares denominadas Sistema de Demarcação de Membranas (SDM) que resultam na produção e liberação de plaquetas na corrente sanguínea. Porém, ainda não há um consenso com relação ao mecanismo pelo qual esse fenômeno ocorre. Nesse sentido, podemos citar três possíveis mecanismos: fragmentação citoplasmática; brotamento; e formação de pró-plaquetas.

#### Fragmentação Citoplasmática
No modelo de fragmentação, a biogênese de organelas para a formação de plaquetas conta com o citoplasma, gerando um aumento exacerbado de volume do sangue e solidificando-o. Assim, as plaquetas são formadas dentro desse complexo acúmulo de proteínas e membranas até atingir-se um limite onde há liberação massiva dessas plaquetas.

#### Brotamento
A formação de plaquetas através de projeções com formato de brotos em megacariócitos (brotamento) ainda é questionada, visto que a formação dessas projeções é observada, mas não se encontrou nenhuma estrutura sub-celular nelas. Acredita-se que, ao formar o broto, essa estrutura se destaca do megacariócito e entra na corrente sanguínea na forma de plaqueta funcional.

#### Formação de Pró-plaquetas
A formação de plaquetas por projeções em megacariócitos é muito semelhante à formação de pseudópodes. Durante o processo, essas projeções, denominadas pró-plaquetas, são formadas a partir de projeções de microtúbulos. Parte da membrana plasmática é projetada, formando um compartimento citoplasmático que adquire estruturas subcelulares intermediárias às plaquetas e aos megacariócitos até o momento de maturação. Depois disso, a extremidade da pró-plaqueta se destaca e ela entra na corrente sanguínea.

### Circulação
A plaqueta circula no sangue durante 10 dias, em média. Depois disso, ela é retirada pelo baço e destruída pelo mesmo. Quando o baço está com sua função afetada ou quando uma pessoa retirou o baço (paciente esplenectomizado) ocorre um aumento do número de plaquetas. No caso de uma pessoa com hiperesplenismo (atividade aumentada do baço) ocorre uma diminuição do número de plaquetas.

### Função
As plaquetas participam na formação da rolha hemostática, são ativadas por exposição ao colagénio. Depois que ocorre a ativação, elas aderem-se ao subendotélio lesado, ali acumulam-se e ligam-se entre si formando um trombo que é posteriormente estabilizado.

### Adesão plaquetária
Quando um vaso sanguíneo é lesado, ocorre exposição da plaqueta ao colágeno. Neste momento ocorre a secreção de fator de von Willebrand (FvW) que irá se ligar a uma proteína presente na membrana superficial das plaquetas, a glicoproteína (GPIb). O fator de von Willebrand serve como uma ponte de ligação entre as plaquetas e o endotélio. Quando uma pessoa tem falta de GPIb, ela é acometida pela síndrome de Bernard-Soulier. Pessoas que tem falta, diminuição ou um fator de von Willebrand disfuncional elas são acometidas pela doença de von Willebrand. Em ambos os casos, suas plaquetas não conseguem aderir normalmente ao subendotélio.

### Ativação plaquetária
Após a adesão das plaquetas ao subendotélio, novas plaquetas são ativadas e acabam aderindo a essas plaquetas. Durante esta ativação, as plaquetas mudam sua forma, emitindo pseudópodes e se agregam. Os grânulos plaquetários são liberados.

## Problemas Quantitativos
Uma pessoa normal tem entre 200.000 e 400.000 plaquetas por mm³ de sangue. 95% das pessoas saudáveis possuem uma contagem plaquetária dentro desta faixa.

### Trombocitopenia
Trombocitopenia (ou plaquetopenia) é a diminuição do número de plaquetas no sangue. Podem ser causas de trombocitopenia: púrpura trombocitopênica idiopática, púrpura trombocitopênica trombótica,  trombocitopatias genéticas. Alguns medicamentos podem induzir a trombocitopenia. Em casos de gravidez pode ocorrer diminuição no número de plaquetas (em casos de grávidas com síndrome HELLP). Pessoas que fazem quimioterapia tem uma diminuição do número de plaquetas. Pacientes com síndrome urêmica hemolítica.
Tanto a trombocitopenia quanto a trombocitose (ver abaixo) podem estar presentes em problemas de coagulação. Geralmente, a trombocitopenia aumenta o risco de sangramento (com exceção de plaquetas diminuídas por anticorpo anti-heparina) e a trombocitose pode aumentar o risco de trombose.

### Trombocitose
Trombocitose (ou plaquetose) é o aumento do número de plaquetas no sangue. Trombocitose em casos de trombocitemia essencial. Pode ocorrer aumento do número de plaquetas em pacientes com anemia ferropriva. Ocorre aumento de plaquetas no período inicial pós-hemorrágico, pós cirúrgico e pós-traumático. Pacientes que retiram o baço (esplenectomizados) tem aumento de plaquetas.

## Problemas Qualitativos
Quando uma pessoa tem o número de plaquetas dentre a normalidade não significa que ela não poderá ter problemas de coagulação. Se a plaqueta estiver com número adequado mas com a função prejudicada (ou seja disfuncional), uma pessoa poderá ter problemas de coagulação. Entre estas disfunções encontram-se deficiências em factor de von Willebrand e deficiências nas glicoproteínas membranares que estabelecem ligação ao factor von Willebrand e/ou ao fibrinogénio.
Dentre as mais comuns doenças relacionadas a disfuncionalidade da plaqueta estão: Doença de von Willebrand, Síndrome Scott, Trombastenia de Glanzmann e Síndrome de Bernard-Soulier.

## Uso na medicina transfusional

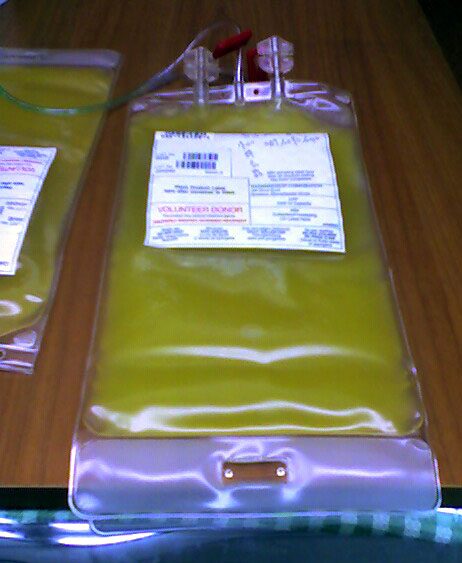
Bolsa com concentrado de plaquetas.

Nos bancos de sangue, para utilização em transfusão sanguínea, as plaquetas são separadas do sangue total em bolsa de concentrado de plaquetas, que contém em torno de 50 ml plasma com 60 a 70% das plaquetas do sangue que lhe deu origem. Tem validade por três a cinco dias apenas.